# هاروارد کریمزن
هاروارد کریمزن (به انگلیسی: The Harvard Crimson) روزنامهٔ دانشجویی روزانهٔ دانشگاه هاروارد است که در سال ۱۸۷۳ بنیان‌گذاری شد. این نهاد، تنها روزنامهٔ روزانه در کمبریج، ماساچوست است و کاملاً به وسیلهٔ دانشجویان کالج هاروارد اداره می‌شود.